# Cut Neuheun
Cut Neuheun is een bestuurslaag in het regentschap Aceh Utara van de provincie Atjeh, Indonesië. Cut Neuheun telt 292 inwoners (volkstelling 2010).